# یواس‌اس شاموکین (۱۸۶۵)
یواس‌اس شاموکین (۱۸۶۵) (به انگلیسی: USS Shamokin (1865)) یک کشتی بود که طول آن ۲۵۵ فوت (۷۸ متر) بود. این کشتی در سال ۱۸۶۵ ساخته شد.